# BPM-97
Le BPM-97 (Boyevaya Pogranichnaya Mashina - Véhicule de combat des garde-frontières ou Выстрел (Vystrel)) est un véhicule militaire russe équipant les garde-frontières. Il s'agit d'un KAMAZ 43269 Vystrel blindé. Le véhicule est toujours à l'état de développement. Son évolution est le Bulat.

## Historique
Le développement a débuté en 1997 à l'initiative du chef des garde-frontières russes Nikolaev Andrei. Ce véhicule blindé était destiné à remplacer le GAZ-66. Mais l'avancement du projet s'est ralenti puis s'est arrêté à cause du manque de fonds du gouvernement en 1998. Les quelques exemplaires ont été revendus au public ainsi qu'au ministère de l'Intérieur du Kazakhstan et de l'Azerbaïdjan. La production a repris à l'usine de Naberezhnye Chelny.

## Caractéristiques
La coque est construite par assemblage soudé d'éléments en alliages à base d'aluminium. La partie supérieure de celle-ci résiste au tir de mitrailleuses lourdes calibrée en 12,7 × 108 mm ou en NVS 12.7 Utes à une distance de 300 m. La partie inférieure de l'habitacle résiste quant à elle au calibre 7,62. Le corps du véhicule est divisé en deux compartiments, un moteur et un pour l'équipage. Le véhiculé est doté de portes latérales, de portes arrière, et de trappes sur le toit.

### BMD-30D RCWS
En mai 2022 le JSC, l'Institut central de recherche russe Burevestnik annonce le lancement de la production en série de la version améliorée du BPM-97. Cette nouvelle version intègre une nouvelle tourelle complètement téléopérée et équipée d'un canon 2A42 de calibre 30mm.

## Armement
L'armement embarqué est modulable et peut varier d'un véhicule à l'autre :
- Mitrailleuse légère en tourelle (7,62 mm)
- Mitrailleuse lourde en tourelle (mitrailleuse kord 12.77, mitrailleuse KPV en 14,5 × 114 mm)
- Canon de 30 mm 2A42
- Lance-grenades AGS-30

## Opérateurs
- Russie
- Azerbaijan
- Kazakhstan
- Forces Armées de Novorossia
- Syrie : Armée Arabe Syrienne

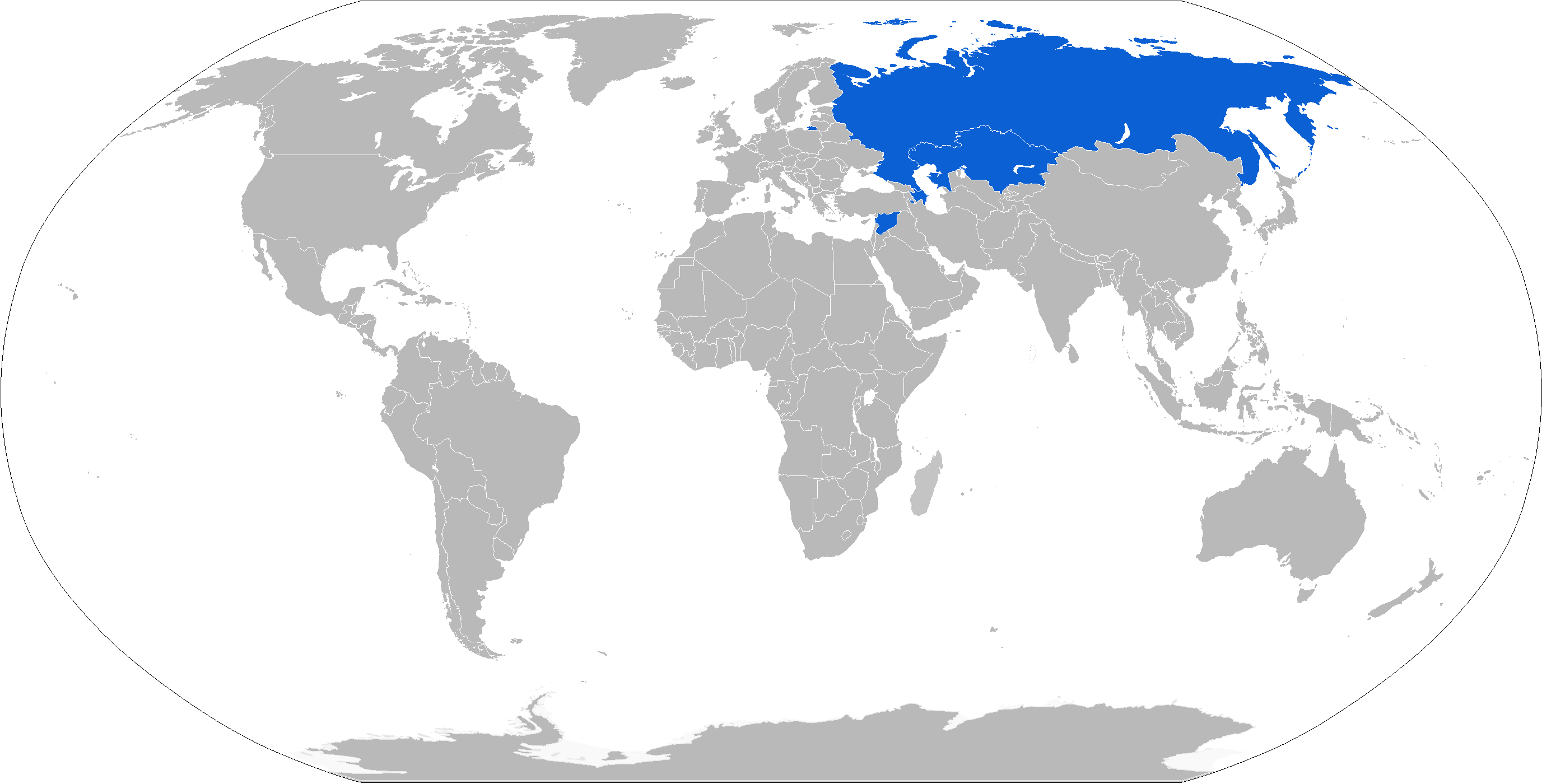
Opérateurs militaires en bleu

- République populaire de Lougansk - dix véhicules blindés
- Ukraine Au moins un vystrel saisi à l'armée russe, et réutilisé par l'armée ukrainienne.

## Galerie
| BPM-97 | BPM-97 at Innovation Day 2013 | Upgraded KAMAZ-43269 Vistrel |
|        |                               |                              |

| Upgraded KAMAZ-43269 Vistrel | Upgraded KAMAZ-43269 Vistrel | Russian BPM-97 in 2010 |
|                              |                              |                        |